# Życie. Myśli zebrane
Życie. Myśli zebrane – książka, będąca zbiorem cytatów z książek Paulo Coelho m.in. Alchemika, Zahira, Pielgrzyma i Bridy. Książka została przełożona na język polski przez Zofię Stanisławską i wydana przez „Świat Książki” w 2007 roku.
Wstęp do publikacji stanowi przemówienie wygłoszone przez Paulo Coelho z okazji jego przyjęcia do Brazylijskiej Akademii Literackiej.
Cytaty ułożone są tematycznie i pogrupowane w następujących rozdziałach: Marzenia, Droga, Miłość, Szansa, Podróż, Przeznaczenie, Dobra walka, Tajemnica.